# Hyperthaema pulchra
Hyperthaema pulchra là một loài bướm đêm thuộc phân họ Arctiinae, họ Erebidae.